# Aletta von Vietinghoff
Aletta von Vietinghoff (* 21. August 1979 in Athen) ist eine deutsche Filmeditorin.

## Leben
Ab dem Jahr 2007 war Aletta von Vietinghoff an ersten Filmprojekten beteiligt, zunächst als Schnitt-Assistenz, später auch als Associate Editor. Seit 2011 ist sie als hauptverantwortliche Filmeditorin für den Filmschnitt von Spielfilmen, Dokumentarfilmen, Kurzfilmen, Reportagen und Musikvideos zuständig.
2012 schnitt von Vietinghoff den Dokumentarfilm Audre Lorde – Die Berliner Jahre 1984–1992, für den sie gemeinsam mit der Regisseurin Dagmar Schultz sowie Ria Cheatom und Ika Hügel-Marshall auch als Co-Autorin am Drehbuch des Films mitwirkte. Der Film feierte seine Premiere auf der Berlinale 2012.
Die von ihr montierten Film Reise nach Jerusalem und Ladybitch erhielten die Auszeichnung Bester Film beim Achtung Berlin Filmfestival.
2022 erhielt von Vietinghoff den New Filmmakers Los Angeles Award als Best Editor für ihre Arbeit an dem Dokumentarfilm From Here von Christina Antonakos-Wallace.
Aletta von Vietinghoff ist Mitglied im Bundesverband Filmschnitt Editor. Sie ist Alumna von Berlinale Talents und koordiniert dort seit 2019 das Editing Studio.

## Filmografie (Auswahl)
- 2011: Reise nach Jerusalem (Kurzfilm)
- 2012: Audre Lorde – Die Berliner Jahre 1984–1992 (Kino-Dokumentarfilm, auch Co-Drehbuchautorin)
- 2013: Der Diener (Kurzfilm)
- 2014: Creative Despite War (Dokumentarfilm)
- 2016: How to Make It in: Berlin – Rita in Palma (Kurzfilm)
- 2018: Reise nach Jerusalem (Kinospielfilm)
- 2019: Daheim in den Bergen (Fernsehspielfilmreihe)
  - 2019: Daheim in den Bergen – Schwesternliebe
  - 2019: Daheim in den Bergen – Liebesleid
- 2020: From Here (Dokumentarfilm)
- 2020–2022: Die Drei von der Müllabfuhr (Fernsehspielfilmreihe)
  - 2020: Die Drei von der Müllabfuhr – Mission Zukunft
  - 2020: Die Drei von der Müllabfuhr – Kassensturz
  - 2021: Die Drei von der Müllabfuhr – Die Streunerin
  - 2021: Die Drei von der Müllabfuhr – Operation Miethai
  - 2022: Die Drei von der Müllabfuhr – Zu gut für die Tonne
  - 2022: Die Drei von der Müllabfuhr – (K)eine saubere Sache
- 2021: Die Eifelpraxis (Fernsehserie, Episode Chancen)
- 2022: Ladybitch (Kinospielfilm)
- 2024: WILLY – Verrat am Kanzler (Dokumentarserie)
- 2024: Es geht um Luis (Kinospielfilm)